# さぬき警察署
さぬき警察署（さぬきけいさつしょ）は、香川県警察が管轄する警察署の一つである。旧・志度警察署。

## 沿革
- 2002年（平成14年）4月1日：管内の大川郡志度町と津田町が、新設合併してさぬき市となり、管轄市町村数は1市2町になった。
- 2003年（平成15年）4月1日：志度警察署が長尾警察署を統合し、新たに香川県さぬき警察署となった。
- 2006年（平成18年）1月10日：管内の木田郡牟礼町と庵治町が、高松市に編入合併し、管轄市町村数は2市になった。
- 2009年（平成21年）4月1日：高松市牟礼・庵治地区が高松北警察署に管轄変更され、管轄市町村数は1市となった。

## 組織
- 警務課
  - 警務係
- 会計課
  - 会計係
- 生活安全課
  - 生活安全係
  - 警察安全相談係
- 地域課
  - 地域係
- 刑事課
  - 刑事係
  - 鑑識係
- 交通課
  - 指導・規制係
  - 交通捜査係
- 警備課
  - 警備係

## 交番
（ ）の中は所在地
- 津田交番（さぬき市津田町津田138番地23）
- 長尾交番（さぬき市長尾東1062番地）

## 駐在所
（ ）の中は所在地
- 鶴羽駐在所（さぬき市津田町鶴羽1289番地3）
- 松尾駐在所（さぬき市大川町田面69番地1）
- 小田駐在所（さぬき市小田2023番地11）
- 鴨部駐在所（さぬき市鴨部6287番地1）
- 富田駐在所（さぬき市大川町富田中2147番地3）
- 神前駐在所（さぬき市寒川町神前1705番地7）
- 鴨庄駐在所（さぬき市鴨庄1979番地7）
- 石田駐在所（さぬき市寒川町石田東甲915番地7）
- 多和駐在所（さぬき市多和助光西35番地1）
- 造田駐在所（さぬき市造田是弘519番地10）